# Scarrington
Scarrington is een civil parish in het bestuurlijke gebied Rushcliffe, in het Engelse graafschap Nottinghamshire. In 2001 telde het dorp 150 inwoners. Scarrington komt in het Domesday Book (1086) voor als Scarintone.